# Frederick Tyler

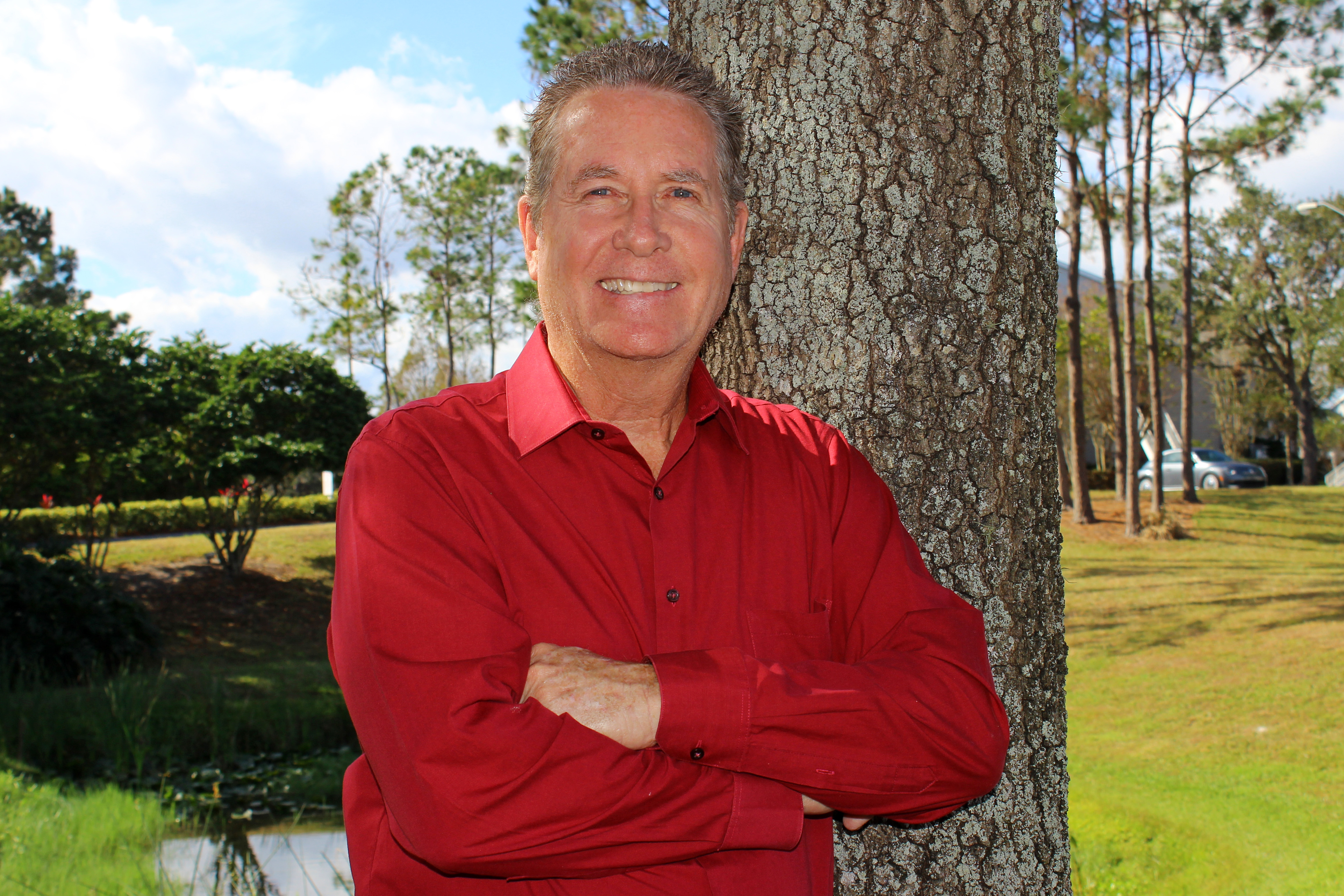
Frederick Tyler, 2017

Frederick Daniel "Fred" Tyler (* 15. März 1954 in Winter Park, Florida) ist ein ehemaliger US-amerikanischer Schwimmsportler.
Bei den Olympischen Spielen 1972 in München gewann er Gold mit der US-amerikanischen 4×200-m-Freistilstaffel. In der Einzeldisziplin 200 m Freistil kam er ins Finale, wurde dort aber nur Fünfter.
Fred Tyler trainierte an der Indiana University unter Trainer James Counsilman und gewann 1975 den NCAA-Titel über 200 m Freistil.